# Alessandro Arnaboldi
Alessandro Arnaboldi (Milano, 19 dicembre 1827 – Milano, 8 settembre 1896) è stato un poeta italiano.
Fu anche segretario del municipio di Milano ai tempi del Risorgimento italiano.
Arnaboldi è noto soprattutto per il poema La suonata del diavolo, ispirata alla famosa sonata di Tartini Il trillo del diavolo.